# Diego del Mónaco
Diego del Mónaco Eyzaguirre (né le 17 janvier 1997) est un athlète chilien, spécialiste du 110 m haies.
Il bat son record personnel en 13 s 74 pour remporter le titre de Champion sud-américain juniors à Cuenca le 30 mai 2015.